# کاپوترا
کاپوترا (به ایتالیایی: Capoterra) یک کومونه در ایتالیا است که در استان کالیاری واقع شده‌است.

## خصوصیات
کاپوترا ۶۸٫۲۵ کیلومترمربع مساحت و ۲۴٬۰۱۷ نفر جمعیت دارد و ۵۴ متر بالاتر از سطح دریا واقع شده‌است.

## خواهرخوانده
شهر Peschiera del Garda خواهرخواندهٔ کاپوترا هست.